# Junosza
Junosza (Agnus, Baran, Barany, Junoszyc) was een Poolse heraldische clan (ród herbowy) van middeleeuws Polen en later het Pools-Litouwse Gemenebest. Junosza is het oud-Poolse woord voor 'jongeling'. Een theorie verbindt Junosza aan het Duitse woord Jungschaff (jonge schaap).
De clan zou zijn oorsprong in de 13e eeuw rond Poznań vinden. De historicus Tadeusz Gajl heeft 523 Poolse Junosza clanfamilies geïdentificeerd.

## Telgen
De clan bracht de volgende bekende telgen voort:
- Załuski
  - Marcin Załuski, bisschop en staatsman
  - Paweł Załuski, bisschop
  - Louis Załuski, kardinaal
  - Andrzej Załuski, bisschop en ridder in de Orde van de Witte Adelaar
- Stanisław Karnkowski, aartsbisschop en primaat van Polen
- Hieronim Radziejowski, staatsman
- Felicjan Szeniawski, bisschop en staatsman
- Józef Zaliwski, militair

## Variaties op het wapen van Junosza

Wapen van de graven van Borkowski 1
Wapen van de graveb van Borkowski 2
Wapen van Boriwiec
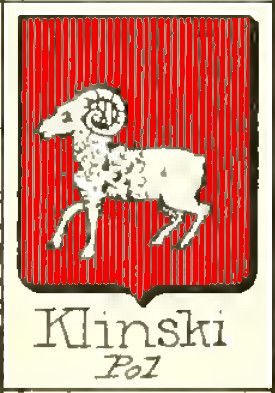
Wapen van Klinski
Junosza variatie
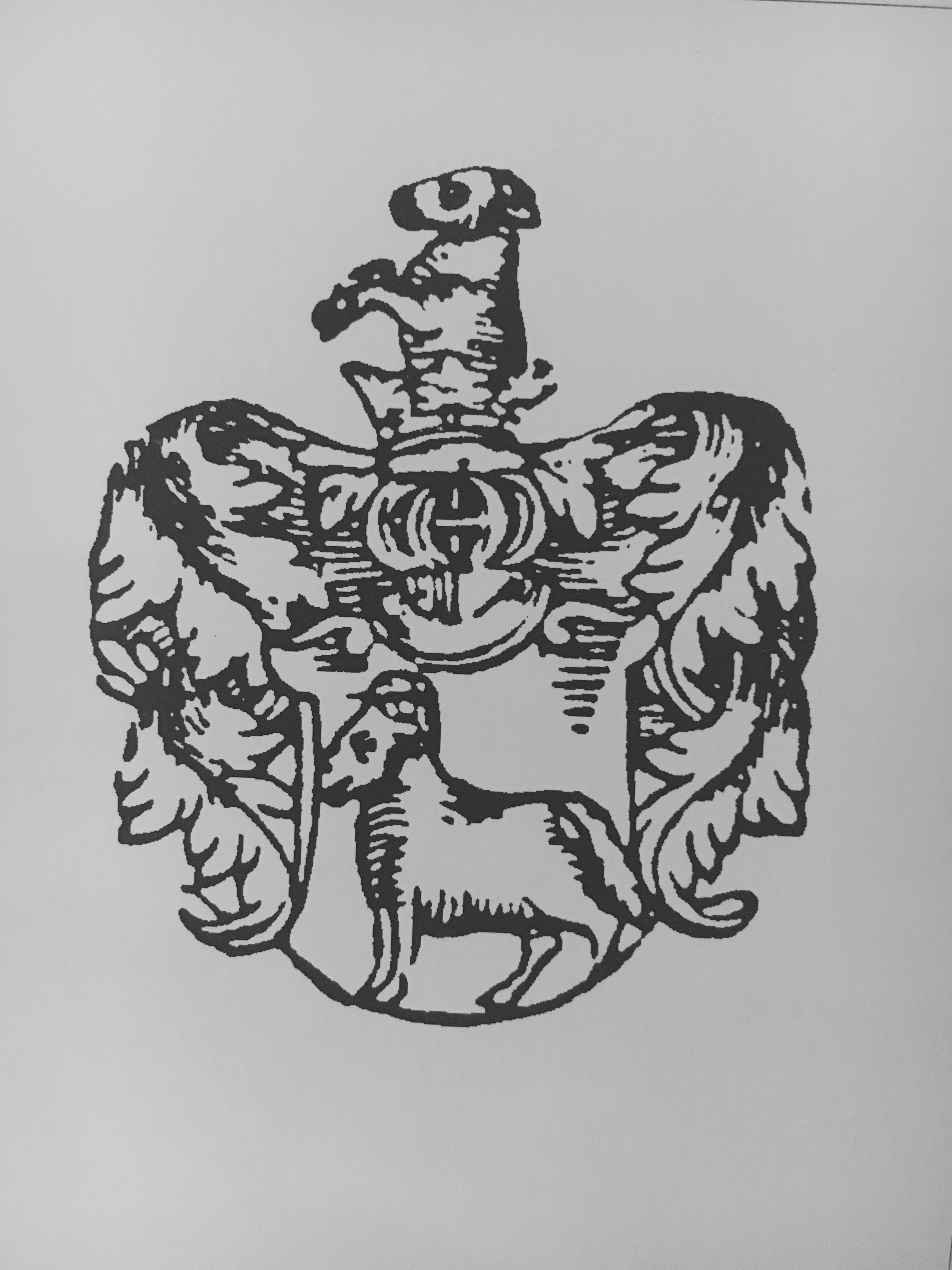
Wapen van Jan Długosz
Wapen van Gouvy, afgeleid van het wapen van graaf Jan de Rivière d'Arschot de Zaluski

## Galerij

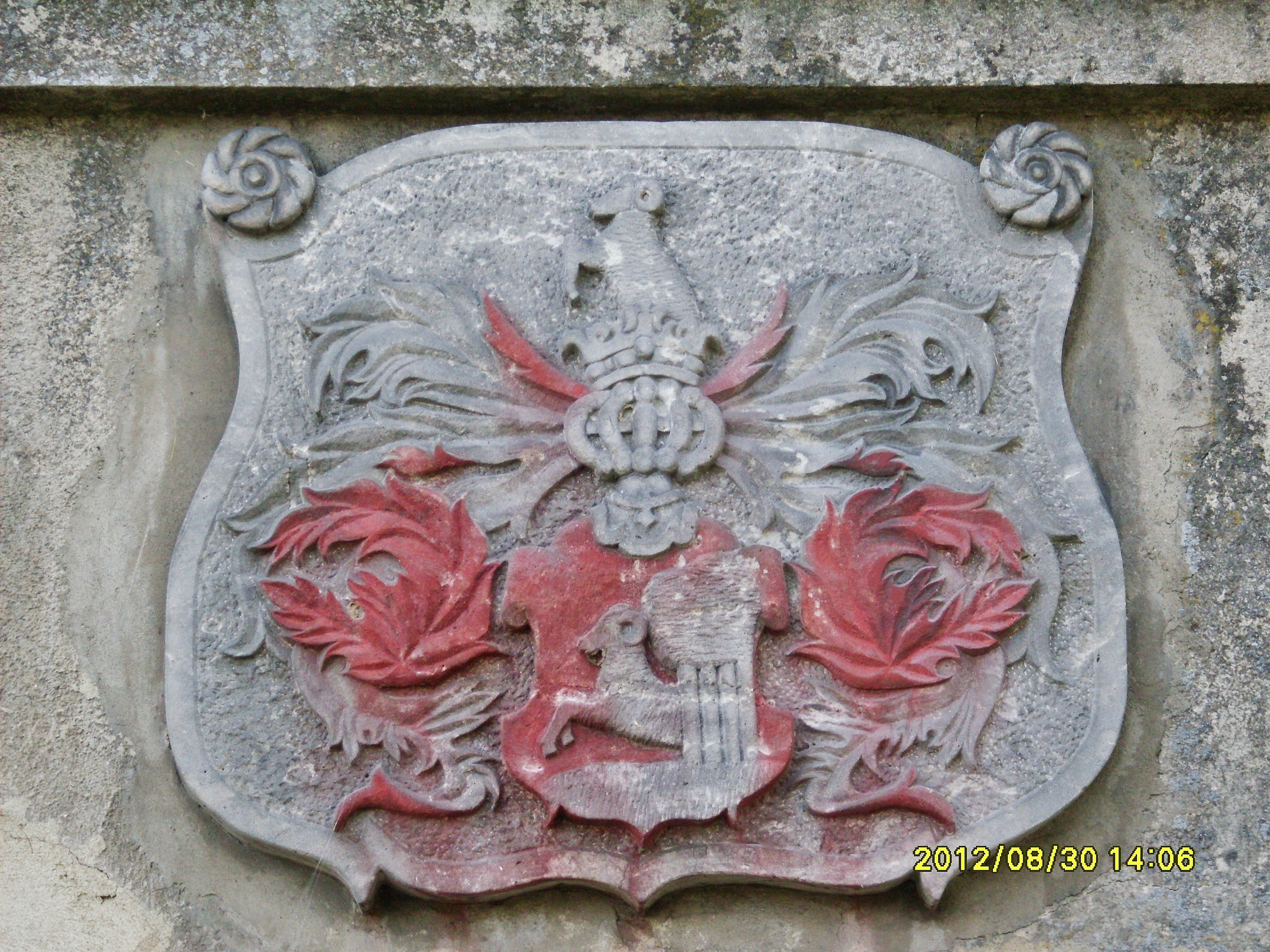
Wapen van Junosza-Bojanowski in Niechłód
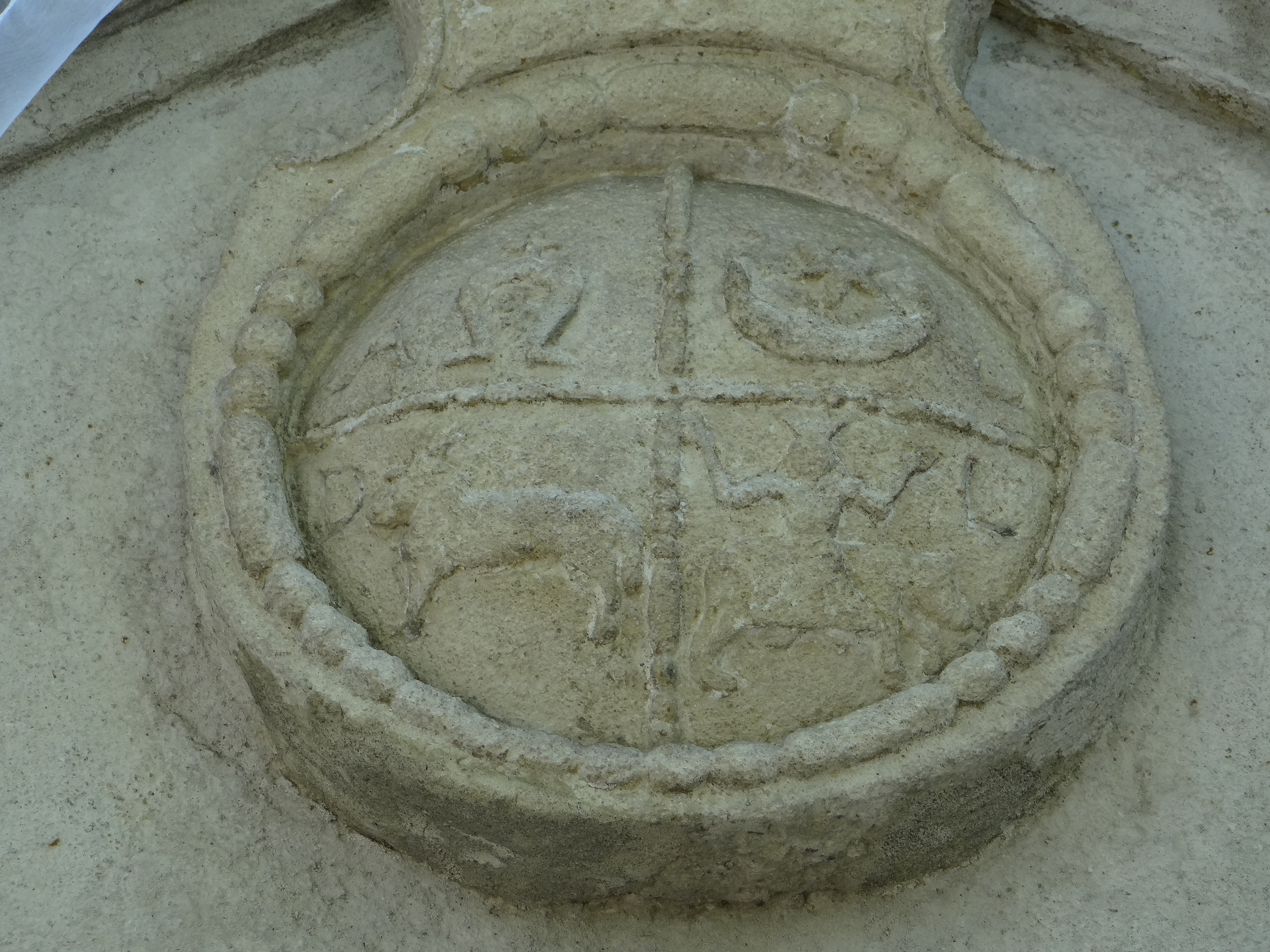
Wapen van Junosza op een kerk in Korzkiew